# John Caister Bennett
John Caister „Jack“ Bennett (* 6. April 1914 in Estcourt, Natal; † 30. Mai 1990 in Pretoria) war ein südafrikanischer Beamter und Amateurastronom.
John C. Bennett, genannt Jack, wurde am 6. April 1914 in Estcourt, Natal geboren. Seine Mutter war Britin und sein Vater kam aus Tasmanien. Er besuchte die Schule in Ficksburg und begann nach seinem Abschluss 1934 im öffentlichen Dienst zu arbeiten, zunächst für eine kurze Zeit in der Forstverwaltung in Elgin, bevor er zur Verwaltung der Provinz Transvaal in Pretoria wechselte. Im Zweiten Weltkrieg diente er als Soldat in Südafrika, Ägypten und Italien. Er war nie verheiratet. Im Jahr 1974 schied er aus dem öffentlichen Dienst aus. Ab 1985 litt er zunehmend an Arthritis und bald darauf verschlechterte sich sein Gesundheitszustand so sehr, dass er sein Haus in Pretorias Stadtteil Riviera verkaufen und in ein Pflegeheim ziehen musste. Er starb am 30. Mai 1990 im Alter von 76 Jahren.

## Amateurastronom
Jacks Interesse an der Astronomie begann früh, als seine Mutter ihm auf dem Heimweg von abendlichen Kirchgängen den Sternenhimmel mit dem Kreuz des Südens und den Planeten zeigte und ihm von ihrer Beobachtung des Halleyschen Kometen bei seiner Rückkehr im Jahr 1910 erzählte.
Nach dem Krieg begann er mit einem 60-mm-Refraktor nach Kometen zu suchen und ab 1958 beobachtete er die neuen künstlichen Satelliten. Zu diesem Zweck kauft er 1961 einen leichten 125-mm-Refraktor mit azimutaler Montierung, der später sein Lieblingsinstrument wurde. Schon früh wurde er Mitglied der Astronomical Society of Southern Africa und der British Astronomical Association.
Obwohl er schon in den 60er Jahren Kometen entdeckte, war er entweder nicht der Erstentdecker, oder die entdeckten Kometen waren kurzlebig und konnten kein weiteres Mal beobachtet werden. In dieser Zeit (1969
/1974) erstellte er systematisch einen Katalog von 152 Objekten am Südhimmel, die fälschlicherweise für einen Kometen gehalten werden könnten. Diese Liste, später Bennett-Katalog genannt, stellt noch heute ein wertvolles Hilfsmittel für Kometenjäger dar, ein „südlicher Messier-Katalog“.
Er suchte in jedem Jahr um die 150 Stunden nach Kometen vom Hinterhof seines Hauses in Pretoria und entdeckte dabei durch Zufall am 16. Juli 1968 ein ungewöhnliches Aussehen der Galaxie M83 (NGC 5236) im Sternbild Wasserschlange. Dies wurde kurz darauf von Berufsastronomen als Supernova (SN 1968L) erkannt. Jack Bennett war damit der erste Mensch, der seit der Erfindung des Teleskops visuell eine Supernova entdeckte.
Mit seinem 125-mm-Refraktor entdeckte er schließlich nach über 333 Stunden Suche am 28. Dezember 1969 seinen ersten Kometen C/1969 Y1 (Bennett), ein „Großer Komet“, der im folgenden Jahr mit bloßem Auge gesehen werden konnte und weltweite Bewunderung bei Amateuren und Astronomen fand. Seine zweite Kometenentdeckung erfolgte am 13. November 1974 nach weiteren 482 Stunden Suche, der unscheinbare und sich kurz darauf auflösende C/1974 V2 (Bennett).
In späteren Jahren erwarb er noch ein Celestron C-8, aber trotz jährlich 30 bis 40 Stunden Suche während der nächsten 10 Jahre hatte er keinen weiteren Erfolg mehr bei der Kometenjagd, auch wegen der zunehmenden Lichtverschmutzung. Neben den Kometen galt sein Interesse aber auch Meteoren und Veränderlichen Sternen. In den Jahren vor seinem Tod musste er das Beobachten gänzlich aufgeben und spendete seinen berühmten 125-mm-Refraktor der University of South Africa.

## Entdeckungen
1. Supernova SN 1968L in der Galaxie M83, entdeckt am 16. Juli 1968
2. C/1969 Y1, entdeckt am 28. Dezember 1969
3. C/1974 V2, entdeckt am 13. November 1974

## Ehrungen
- 1968–1969 – Präsident der Astronomical Society of Southern Africa (ASSA)
- 1968–1985 – Direktor der Comet & Meteor Section der ASSA
- 1970 – Gill Medal der ASSA für Leistungen in der Astronomie in besonderer Berücksichtigung von Leistungen in Südafrika[8]
- 1971 – Merlin Medal der British Astronomical Association (BAA)[9]
- 1974 – Fellow der Royal Astronomical Society
- 1975–1987 – Direktor der Nova Search Section der ASSA
- 1976 – Nova Award der American Association of Variable Star Observers (AAVSO), Cambridge, Massachusetts, für seine Entdeckung der Supernova SN 1968L
- 1977 – Das neue Observatorium und 32-cm-Teleskop des Pretoria Centre der ASSA erhalten den Namen Jack Bennett
- 1986 – Master of Science (h. c.) der Witwatersrand-Universität
- 1989 – Ehrenmitglied der Astronomical Society of Southern Africa[10]
- 1989 – Ein 1986 entdeckter Asteroid im Hauptgürtel erhält die offizielle Bezeichnung (4093) Bennett nach John C. Bennett.[11]

Nach seinem Tod stiftete das Pretoria Centre der ASSA den jährlich zu vergebenden Jack Bennett Award für Beiträge zur Astronomie und zum Centre.